# Falta (psicoanàlisi)
"Falta" (en francès, manque) és un concepte de la teoria psicoanalítica de Jacques Lacan referit a diferents dimensions de la relació del subjecte amb el desig. En el seu seminari VIII Le transfert (1960-61), Lacan estableix que la falta és el que ocasiona el sorgiment del desig. No obstant això, "manca", en primera instància, designava la falta en l'ésser: el que es desitja és l'ésser mateix. "La manca és la falta de ser pròpiament parlant. No és la manca d'això o allò [...]" (seminari "El jo en la teoria de Freud"). En "L'adreça de la cura i els principis del seu poder" (Écrits), l'autor argüeix que el desig és la metonímia de la manca de ser (manque à être): la falta de ser del subjecte està en el nucli de l'experiència analítica i el camp mateix en què la passió del neuròtic es desplega. En "Comentaris guia sobre la sexualitat femenina", Lacan contrasta la manca de ser, relacionada amb el desig, amb la manca de tenir (manque à avoir), la qual es relaciona amb la demanda.
En la seva obra L'anti-Èdip, Gilles Deleuze i Félix Guattari postulen que el desig no procedeix de la manca, sinó que és una força productiva en si mateixa.

## Tipus de falta
En el seu seminari La relation d'objet, Lacan distingeix entre tres tipus de falta, segons la naturalesa del que manca. La primera és la castració simbòlica i el seu objecte relacionat és el fal·lus imaginari. La segona és la frustració imaginària i el seu objecte relacionat és el pit real, subjectivament valorat. El tercer tipus de falta és la privació real i el seu objecte relacionat és el fal·lus simbòlic. Els tres agents corresponents són el pare real, la mare simbòlica i el pare imaginari. D'aquestes varietats de manca, la castració simbòlica és la més important per a la cura, per tractar-se, en la teoria lacaniana, de la manca constitutiva, fundacional, del subjecte.
| AGENT          | MANCA                 | OBJECTE           |
| -------------- | --------------------- | ----------------- |
| Pare real      | Castració simbòlica   | Fal·lus imaginari |
| Mare simbòlica | Frustració imaginària | Pit real          |
| Pare imaginari | Privació real         | Fal·lus simbòlic  |

És en La relation d'objet que Lacan introdueix el símbol algebraic de l'"altre barrat", i la falta ve a designar la manca del significant en l'altre. No importa quants significants s'agreguin a la cadena significant, la cadena estarà sempre incompleta, perquè és mancada del significant que la podria completar. El significant faltant és, llavors, constitutiu del subjecte.